# Cattedrale della Natività di Maria (Trebigne)
La cattedrale della Natività di Maria si trova nella città di Trebigne, in Bosnia ed Erzegovina ed è sede della diocesi di Trebigne e Marcana. Secondo l'impianto urbanistico di Trebigne, la chiesa si trova nel centro della città, sul lato destro del fiume Trebišnjica.

## Storia
La costruzione della chiesa della Natività di Maria ha avuto inizio nel 1880. L'edificio è stato completato e benedetto il 7 giugno del 1884. In occasione della benedizione papa Leone XIII ha donato alla chiesa una grande immagine della Madonna con Bambino. 
Durante la prima guerra mondiale la chiesa fu ridotta in condizioni fatiscenti e le riparazioni necessarie vennero completato nel 1918. Vennero in seguito aggiunte vetrate colorate e venne realizzato nel 1928 un campanile separato dal corpo principale dell'edificio. 
In occasione del millenario della diocesi e del centenario della chiesa parrocchiale, la congregazione per l'evangelizzazione dei popoli, con approvazione di papa Giovanni Paolo II, ha elevato la chiesa alla dignità di cattedrale.